# Жабоатао дос Гварарапес
Жабоатао дос Гварарапес (порт. Jaboatão dos Guararapes) град је у Бразилу у савезној држави Пернамбуко. Према процени из 2007. у граду је живело 665.387 становника.

## Становништво
Према процени из 2007. у граду је живело 665.387 становника.
| 1991.   | 2000.   |
| ------- | ------- |
| 487,119 | 581,556 |